# سانگای اوروک
سانگای اوروک (به لاتین: Sungai Orok) یک منطقهٔ مسکونی در برونئی است که در Berakas 'B' واقع شده‌است.